# Oberwinkel (Wüstung)
Oberwinkel ist eine Wüstung auf der Gemarkung des Geiselwinder Ortsteils Ebersbrunn im unterfränkischen Landkreis Kitzingen. Bereits im 15. Jahrhundert war das Dorf verlassen. Wahrscheinlich führten klimatische Veränderungen zur Aufgabe der Siedlung.

## Geografische Lage
Die genaue Lokalisierung der Wüstungsstelle erweist sich als schwierig. Wahrscheinlich lag die Siedlung im Nordosten der Ebersbrunner Gemarkung in der Flur- und Forstlage Brand. Zwei Blockwälle, die sich heute unter dem Wald befinden, weisen eventuell auf die Wüstung hin. In unmittelbarer Nähe zu Oberwinkel befände sich in diesem Fall ein großer Bergrücken des Steigerwaldes, auf dem sich keinerlei Siedlungen befinden. Vielleicht weist der Winkelhof auf dem Gebiet von Ebrach im Landkreis Bamberg auf die Siedlung hin.

## Geschichte
Die erste und einzige Erwähnung von Oberwinkel erfolgte im 15. Jahrhundert. Am 23. April 1420 tauschte Eberhard von Thüngfeld das sogenannte Schloss Winkel und die danebengelegene Siedlung Oberwinkel mit allen Gütern. Empfänger war der Vetter des Eberhard, Heinz von Thüngfeld zu Schönbach. Wahrscheinlich war das Dorf ein Allod der Herren von Thüngfeld und lag zu diesem Zeitpunkt bereits seit längerer Zeit wüst.
Anders als viele andere Wüstungen auf dem heutigen Gebiet des Landkreises Kitzingen wurde Oberwinkel wegen einer Klimaverschlechterung verlassen. Zwischen 1310 und 1350, sowie zwischen 1430 und 1480 sind für den Steigerwald mehrere extreme Wetterlagen nachgewiesen, sodass es zwischen 1433 und 1438 auch zu einer Hungersnot kam. Häufig sank durch mehrere regnerische Sommer hintereinander die agrarische Leistungsfähigkeit der landwirtschaftlichen Flächen extrem. Dörfer wurden aufgegeben. Neben Oberwinkel traf dies wohl auch für die Dörfer Crautzach und Fuchsstatt zu.